# Felip Vinyes
Felip Vinyes   (Girona, 1583 - Madrid, 1643) va ser un jurista català.

## Biografia
Estudia Dret civil i canònic a Osca, on presumiblement resideix fins a 1609, quan es matricula com a jurisperit a Barcelona. A la capital catalana treballa per particulars, institucions (Diputació del General i Consell de Cent), i almenys des de 1613, també per l’estament militar.
El 1622 adquireix una notable notorietat. Les constitucions catalanes establien que, en cas de mort del monarca, el virrei de Catalunya havia de ser nomenat novament, situació que es va plantejar arran de la mort de Felip III de Castella. Com a assessor del General, Vinyes convenç als diputats del General que acceptin la pròrroga automàtica del duc d’Alcalà en el càrrec a canvi d’una visita pròxima del nou monarca (Felip IV de Castella) a Catalunya. El mateix any, Vinyes publica anònimament el Memorial dels fonaments i motius, la base ideològica dels defensors de la sobirania popular i el pactisme durant la primera meitat del segle xvii.
En les Corts Generals de 1626, Vinyes representa el braç militar en la petició d’un Tribunal de Contrafaccions que vetllés pel compliment de les constitucions catalanes. A finals de la dècada, accepta el càrrec d’assessor de la Diputació pel sexenni 1629-1635.
Segons Antonio Fernández, Vinyes va convertir-se en “un puntal de la política reial a Catalunya” arran de la seva promoció a la Reial Audiència (1630). Un canvi de posicionament que es concreta en l’assessorament al duc de Cardona durant els dos primers virregnats (1630-32 i 1633-38) i en el nomenament com advocat fiscal patrimonial (1634).
Durant els anys trenta, Vinyes defensa la preeminència de la sobirania reial i es decanta pels interessos de la Corona Hispànica en la problemàtica per la recaptació del quint i altres conflictes amb els diputats del General.
Arran de l’esclat revolucionari de juny de 1640, s'exilia a Madrid. La seva fidelitat a Felip IV de Castella es va veure recompensada amb el càrrec de regent al Consell d’Aragó (1641). A la capital del regne, va començar a escriure Ilustraciones y discursos chronológicos y jurídico políticos del Principado de Catalunya, inacabada quan va morir (1643) i fins ara inèdita.